# Manganiany
Manganiany – nieorganiczne związki chemiczne, sole kwasów manganowych. W zależności od stopnia utlenienia manganu znane są:
- manganiany(IV) − MnO2−
3 lub MnO4−
4 (nazwa systematyczna: trioksydomanganiany(2−) lub tetraoksydomanganiany(4−); nazwa zwyczajowa: manganiny)
- manganiany(V) − MnO3−
4 (nazwa systematyczna: tetraoksydomanganiany(3−); nazwa zwyczajowa: podmanganiany)
- manganiany(VI) − MnO2−
4 (nazwa systematyczna: tetraoksydomanganiany(2−); nazwa zwyczajowa: manganiany)
- manganiany(VII) − MnO−
4 (nazwa systematyczna: tetraoksydomanganiany(1−); nazwa półsystematyczna: nadmanganiany)

## Manganiany(VI)

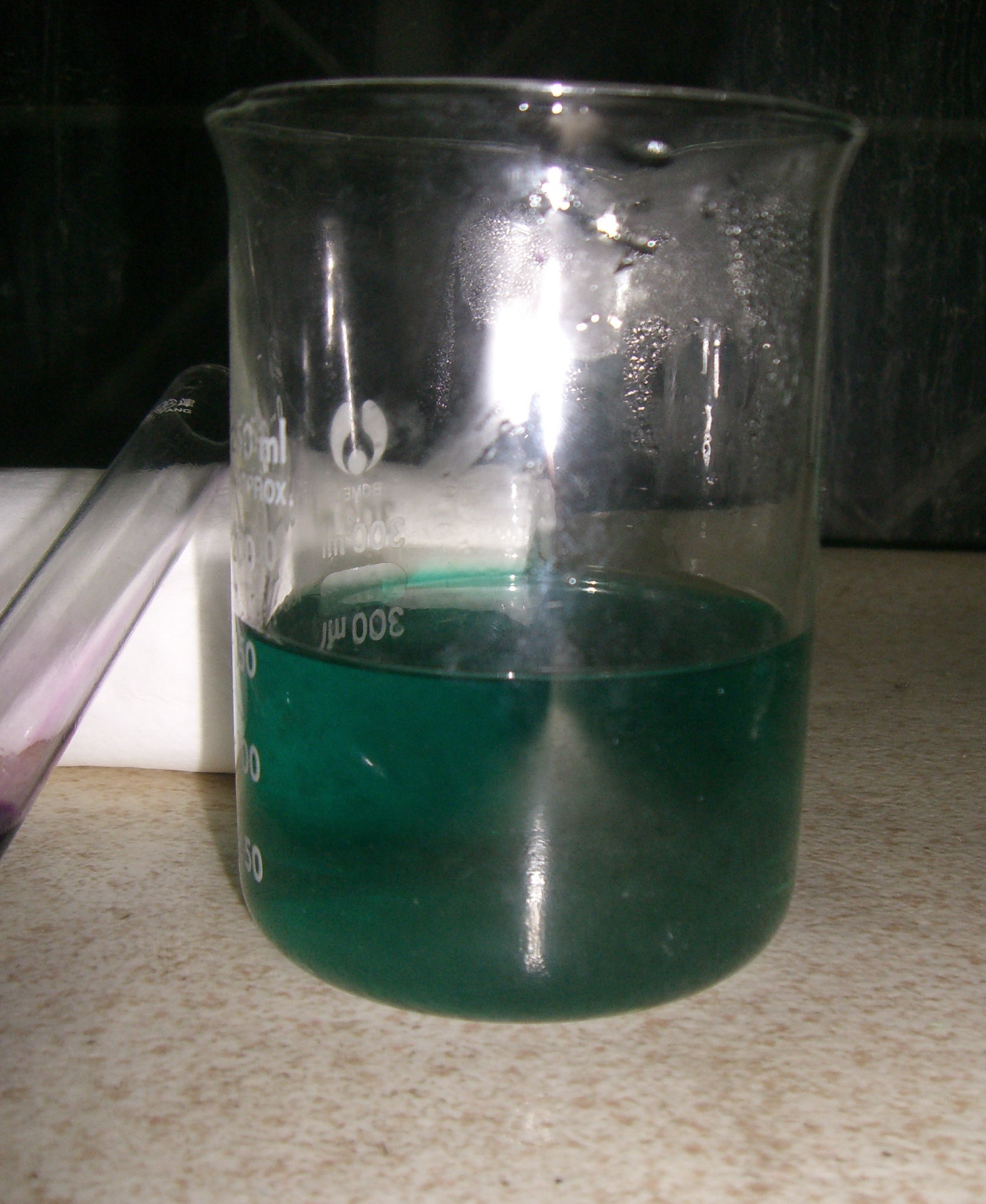
Roztwór zawierający jony MnO4(2-)

Manganiany(VI) mają właściwości utleniające. W roztworach wodnych mają barwę zieloną. Trwałe są tylko w roztworach zasadowych. W roztworach obojętnych i kwaśnych ulegają dysproporcjonowaniu do tlenku manganu(IV) i nadmanganianu.
Otrzymywane są przez stapianie tlenku manganu(IV) z wodorotlenkiem potasu i azotanem potasu.
Praktyczne zastosowanie ma manganian(VI) potasu, będący produktem pośrednim przy produkcji nadmanganianu potasu.